# FCLコンポーネント
FCLコンポーネント株式会社（エフシーエルコンポーネント、英: FCL COMPONENT LIMITED）は、電子部品の製造および販売を行うメーカーである。旧社名は、富士通コンポーネント株式会社（ふじつうコンポーネント、英: FUJITSU COMPONENT LIMITED）。

## 主力製品・事業
- リレーの製造
- タッチパネル、キーボードやサーマルプリンタといった入出力装置の製造
- コネクタの製造
- サーバ・コンソールスイッチの製造
- 無線モジュール

## 主要事業所
- 本社 - 東京都品川区東品川4-12-4 品川シーサイドパークタワー
- 技術開発センター - 長野県須坂市大字須坂1174

## 沿革
- 1995年 - 富士通株式会社と株式会社高見澤電機製作所の共同出資で富士通高見澤コンポーネント株式会社創立。
- 2001年の株式移転により、富士通コンポーネント株式会社となる。
- 2003年 - 長野富士通コンポーネント株式会社を吸収合併。
- 2018年
  - 7月25日 - ロングリーチグループ傘下会社による株式公開買付けと、富士通の自己株式取得に対する応募などにより、持株比率を最終的にロングリーチグループ75%、富士通25%とする計画などを発表[1]。
  - 9月7日 - FCホールディングスによる株式公開買付けが成立。FCホールディングスは第2位株主となる[2]。
  - 11月20日 - 東京証券取引所第二部上場廃止[3]。
  - 11月26日 - 株式併合により、株主が富士通及びFCホールディングスのみとなる[3]。
- 2019年1月31日 - 資本再編が完了し、株主構成がロングリーチグループファンドが75%、富士通25%となる[4]。
- 2024年 - FCLコンポーネント株式会社へ商号変更。

## 国内関係会社
- 株式会社しなの富士通
- 宮崎富士通コンポーネント株式会社
- 千曲通信工業株式会社
- 株式会社高見澤電機製作所
- 株式会社テック